# Драмски студио Просвјета
Драмски студио Просвјета је омладинско аматерско позориште које постоји и дела под окриљем Српског просвјетног и културног друштва Просвјета из Вишеграда. Конституисан је 2013. године. Функционише кроз рад са две хетерогене групе: ученицима основне и ученицима средње школе. Броји 64 члана који своје слободно време проводе бавећи се драмским стваралаштвом. Уметнички руководилац је Бојана Подгорица, професор разредне наставе из Вишеграда.

## Представе
- Чорба од канаринца[1][2]
- Марина
- Мој будући-ЈА[3][4]
- На рубу свега[5][6][7][8]
- Чу, ја љубоморан![9]
- Како су постале ружне речи
- Вилинска посла
- Ој животе
- Жене
- Најбоље је бити дете
- Потрага за Деда Мразом
- Прва љубав
- Седам Снежана и патуљак[10][11][12]
- Цезарија[13]
- Новогодишња лијева и десна чарапа
- Чаробни облак бајки
- Берберин[14]
- Лепотица и звер[15]
- Вутра, мало сутра
- Чаробњак из Оза[16][17]
- Мали Принц

## Догађаји
- Позоришни фестивал Мостови културе[18][19]
- Дани казалишта у Витезу
- Фестивал Вечери Драмског студија Просвјета
- Омладински драмски фестивал у Бањој Луци
- Јавни наступи у Вишеграду и у Босни и Херцеговини[20]
- Креативне радионице у Андрићграду[21][22][23][24]
- Први интернационални фестивал позоришног стваралаштва српске дијаспоре[25][26]

## Галерија
- Креативна радионица за најмлађе
- Монодрама Чу, ја љубоморан!
- Књижевно вече Драмског студија Просвјета посвећено женама и мајкама
- Позоришна представа Вилинска посла
- Позоришна представа Како су постале ружне речи
- Позоришна представа Чорба од канаринца
- Плесни перформанс на главној улици у Вишеграду
- Маскенбал
- Креативна радионица за најмлађе